# Émile Boisseau
Émile-André Boisseau (Varzy, 29 marzo 1842 – Parigi, 17 gennaio 1923) è stato uno scultore francese.

## Biografia
Émile-André Boisseau, che di solito utilizzava solo il primo nome, nacque a Varzy e studiò nel collegio di questa città. Egli lasciò questa località nel 1857 e lavorò a Bourges, presso uno scultore, come addetto al restauro degli edifici diocesani. In seguito entrò alla scuola di belle arti di Parigi, dove seguì le lezioni di Auguste Dumont e poi di Jean-Marie Bonnassieux.

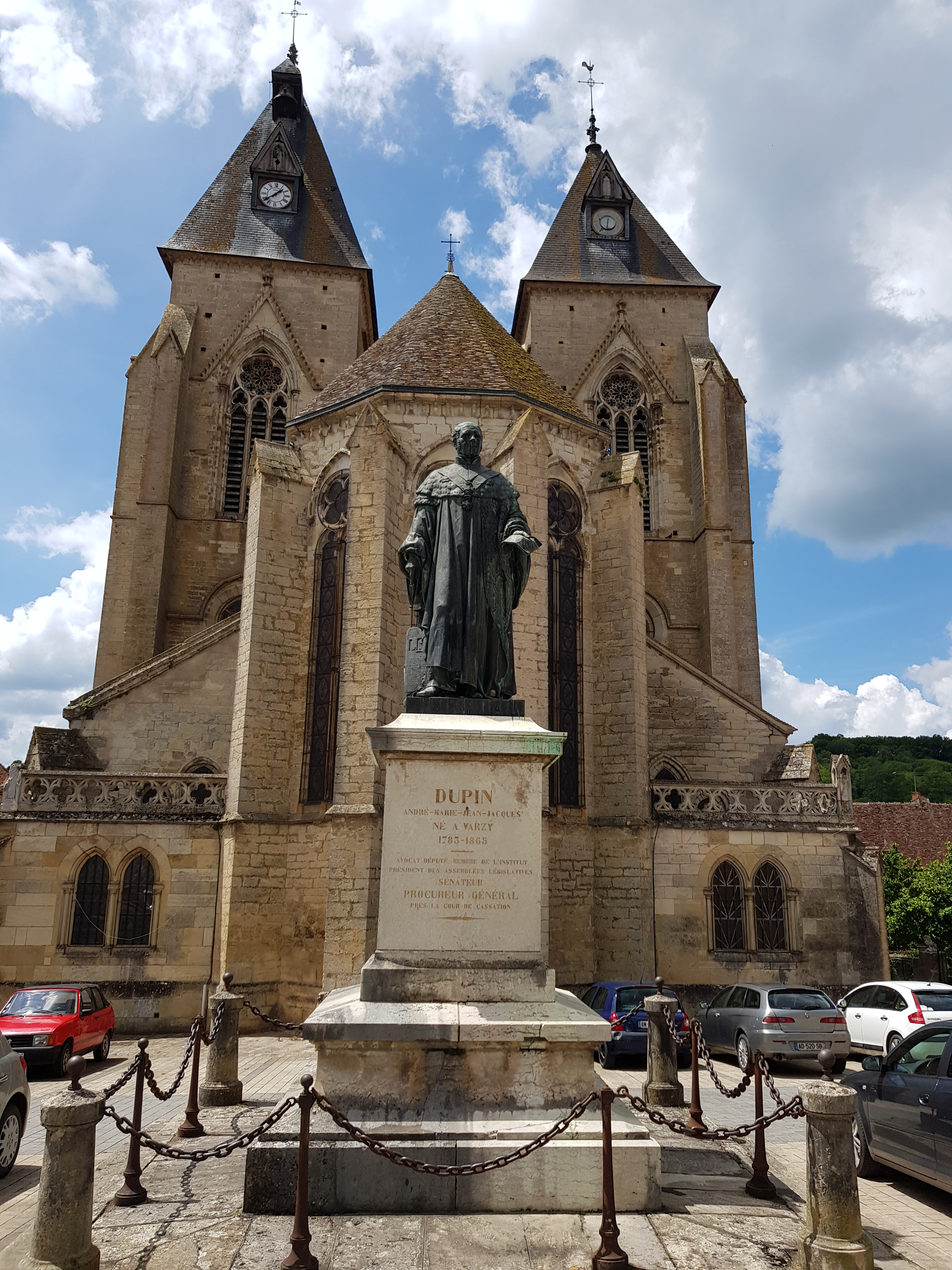
Monumento ad André Dupin (1869), Varzy, place du Marché

Nel 1868, Émile Boisseau debuttò al Salone parigino e, nel 1869, vi presentò la sua prima statua, quella di Dupin, procuratore generale alla Corte di cassazione. Quest'opera in bronzo venne installata quello stesso anno nella piazza del mercato a Varzy. Ai Saloni successivi, Boisseau espose dei busti di personaggi contemporanei e delle opere dallo stile neoclassico o neobarocco. Egli lavorò anche per degli hôtel particulier parigini e produsse delle statuette o dei soggetti per i pendoli realizzati in bronzo da dei fonditori d'arte. Nel 1874 realizzò una statua di Figaro, per la facciata dell'edificio del giornale omonimo, presso la rue Drouot di Parigi. Nel 1882, egli scolpì una statua di Beaumarchais per la facciata del municipio di Parigi. Una versione in marmo della sua Difesa del focolare domestico del 1884 venne acquistata dalla città di Parigi, che la eresse nella square du Champ-de-Mars.
Émile Boisseau donò molte delle sue opere al museo Auguste Grasset a Varzy. Nel 1888, venne nominato direttore del museo di Clamecy. Egli offrì molte delle sue sculture all'ente. Nel 1898, si stabilì al numero 16 della rue des Volontaires, a Montparnasse, dove si trovava il suo studio; vi sarebbe morto il 16 febbraio del 1923. Nel 1903 gli venne commissionato un monumento allo scrittore Claude Tillier che venne inaugurato nel 1905 a Clamency. Quello stesso anno Émile Boisseau pubblicò una Storia di Varzy.
Nel 1918 fece un progetto per il monumento ai caduti di Gournay-sur-Marne. Egli realizzò il monumento ai figli di Varzy morti per la Francia, che venne inaugurato nel cimitero del paese nel 1921. 
Vicepresidente della Società degli artisti francesi, presidente del sindacato della proprietà artistica, ufficiale della Legione d'onore dal 1900, Émile Boisseau morì il 17 febbraio del 1923 nel suo hôtel parigino al numero 16 della Volontaires. È sepolto a Varzy.

## Opere
Algeria
- Skikda, piazza Amar Guennoun: Diogène brisant son écuelle à la vue d'un enfant buvant dans sa main, 1897-1899, marmo.[8] Una copia di questa statua si trova anche a Rio de Janeiro.

Francia

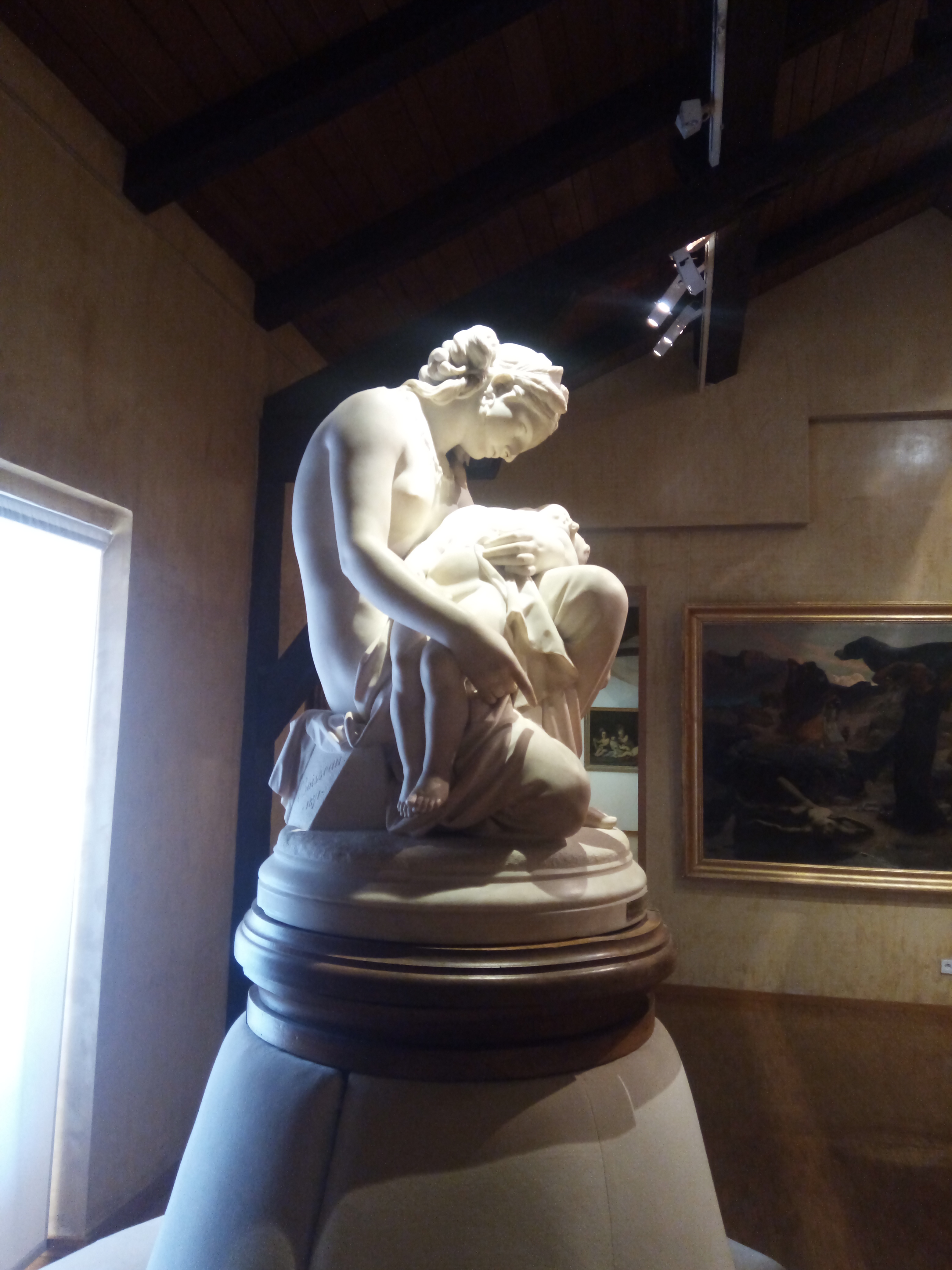
La figliuola di Celuta che piange il suo fantolino, (1871), museo d'arte e d'archeologia di Aurillac

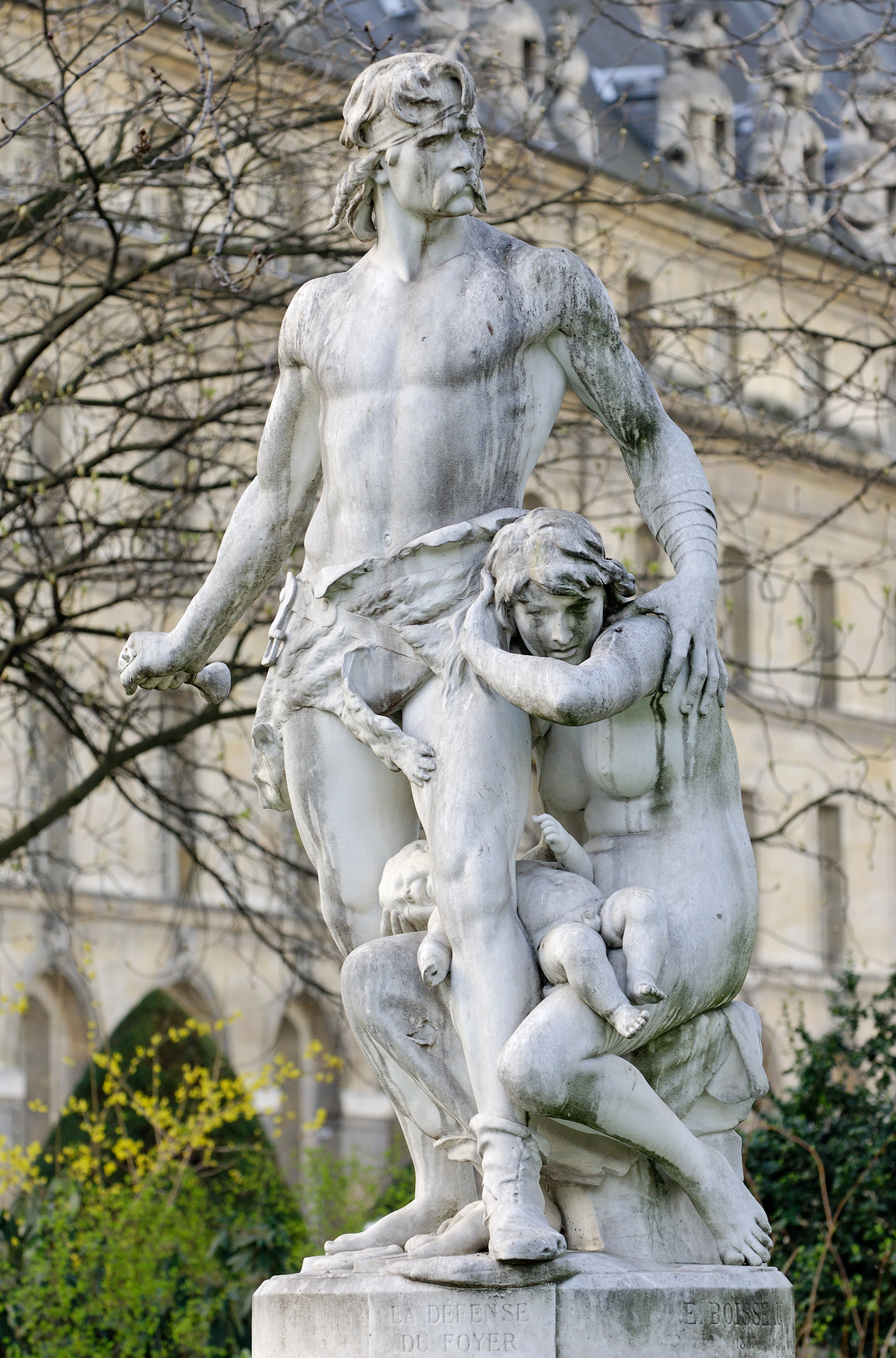
La difesa del focolare domestico (1887), marmo, Parigi, square d'Ajaccio.

- Aurillac, museo d'arte e d'archeologia: La figliuola di Celuta che piange il suo fantolino, 1871, gruppo in marmo.
- Châteaubriant, castello di Châteaubriant, parco: Les Fils de Chlodomir, 1899, gruppo in marmo.[9]
- Clamecy:
  - rue du Grand Marché: Monumento a Claude Tillier, 1905.
  - museo d'arte e storia Romain Rolland: vari busti e statue.
- Elbeuf, museo di Elbeuf: Ense et aratro, 1880 circa, bronzo.
- Nevers, musée de la Faïence et des Beaux-Arts: Diogène brisant son écuelle à la vue d'un enfant buvant dans sa main, 1897, gesso.
- Parigi:
  - cimitero di Montmartre: L'attore Davrigny, 1911.
  - cimitero di Père-Lachaise: Monumento Rossignol, 1892.
  - municipio, facciata: Beaumarchais, 1882.
  - museo d'Orsay: Crépuscule, 1883, marmo.
  - museo del Louvre: Statue de vieillard assis à terre et tenant une tasse brisée [Diogène brisant son écuelle à la vue d'un enfant buvant dans sa main], disegno.
  - rue Drouot, n. 26, facciata dell'hôtel del giornale Le Figaro: Figaro, 1874, bronzo, opera spostata nella sede attuale de Le Figaro.
  - square d'Ajaccio: La difesa del focolare domestico, 1887, gruppo in marmo.
- Rennes, museo di belle arti: Le Génie du mal, marmo.
- Varzy:
  - cimitero: Monumento ai figli di Varzy morti per la Francia, 1921.
  - museo Auguste Grasset: molti busti e statue.
  - place du Marché: Monumento ad André Dupin, statua in bronzo inaugurata il 29 agosto 1869.

Regno Unito
- Glasgow, Glasgow Museums Resource Centre: Les Fils de Chlodomir, 1899.[10]

## Pubblicazioni
- (FR) Émile Boisseau, Varzy Nièvre Son histoire, ses monuments ses célébrités, Paris, Société anonyme de l'imprimerie Kugelmann, 1905.